# Enrico Battaglin

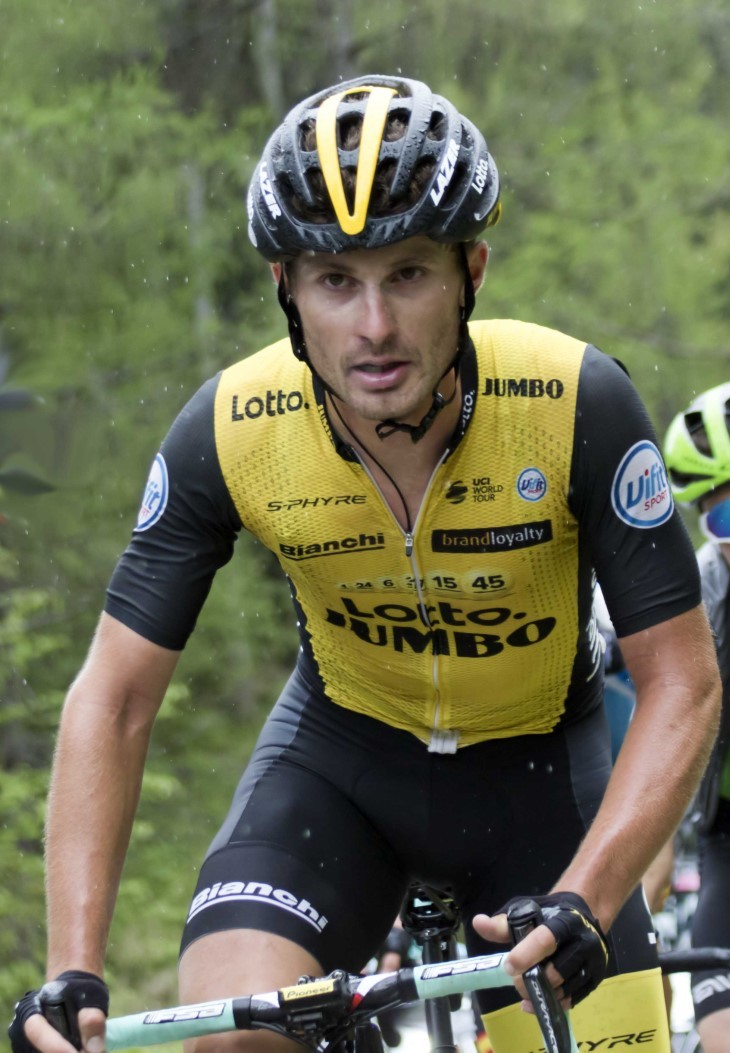
Enrico Battaglin bei der Giro d’Italia 2018

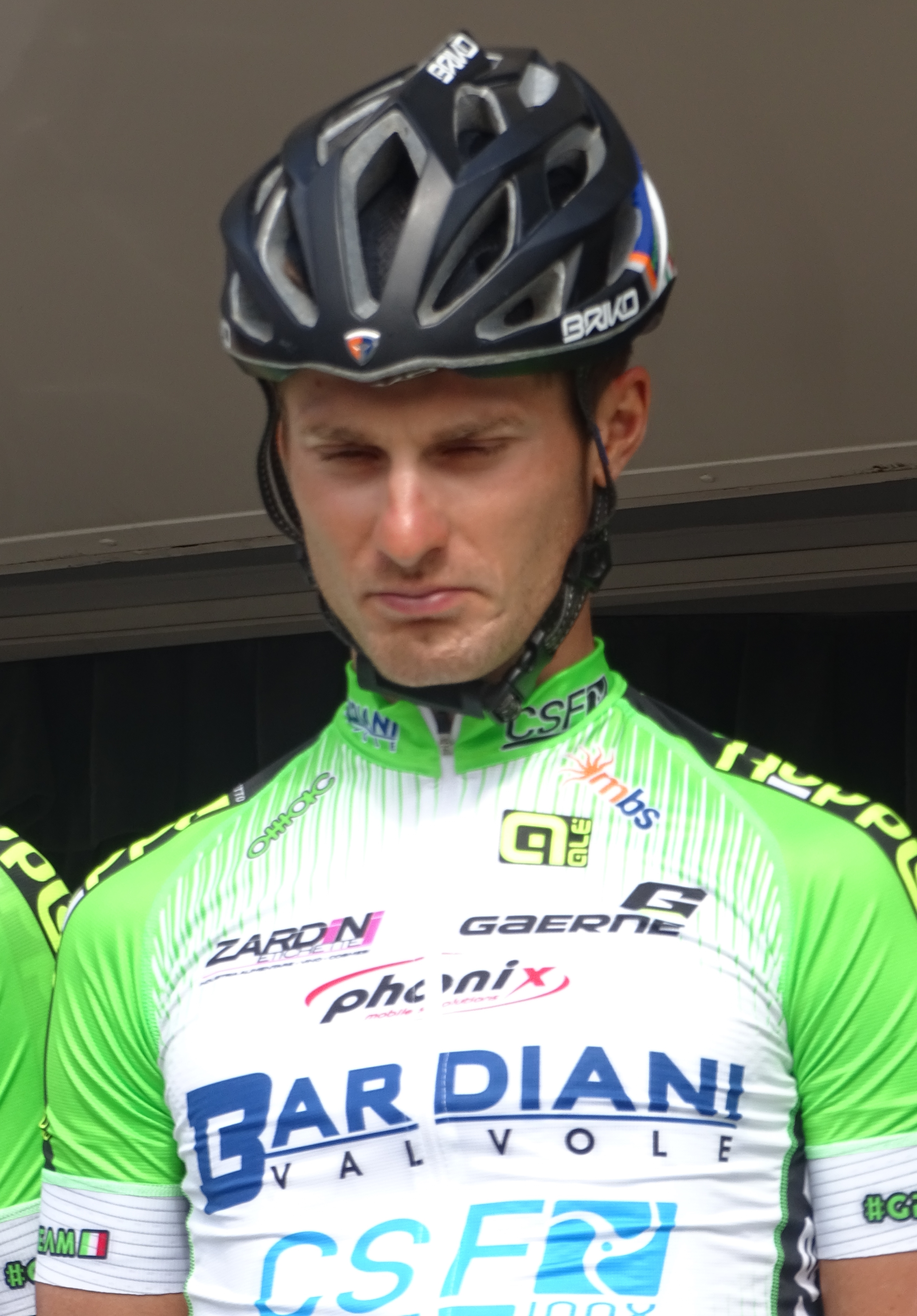
Enrico Battaglin (2015)

Enrico Battaglin (* 17. November 1989 in Marostica) ist ein ehemaliger italienischer Radrennfahrer.

## Sportlicher Werdegang
Battaglin gewann 2007 in der Juniorenklasse die vierte Etappe des Giro della Lunigiana. Von 2009 bis 2011 fuhr er für das italienische Elite-2-Team GS Zalf Desirée Fior. In seinem ersten Jahr dort gewann er das Eintagesrennen Giro Valli Aretine. 2010 war Battaglin beim Gran Premio San Giuseppe erfolgreich und er konnte eine Etappe, sowie die Gesamtwertung des Giro delle Regioni für sich entscheiden. Nach diesen Erfolgen erhielt er ab 2012 beim UCI Professional Continental Team Colnago-CSF Inox, für das er zuvor schon als Stagiaire fuhr.
Seine bisher größten Erfolge erzielte Battaglin beim Giro d’Italia. Er gewann im Sprint einer großen Spitzengruppe die vierte Etappe des Giro d’Italia 2013. Ein Jahr später konnte er die Bergankunft der vierzehnten Etappe des Giro d’Italia 2014 im Dreiersprint gewinnen. Sein dritter Etappensieg bei der Italienrundfahrt gelang ihm auf der hügeligen fünften Etappe des Giro d’Italia 2018 wiederum im Sprint eines größeren Vorderfelds.
Nach Ende der Saison beendete Battaglin seine Radsportkarriere.

## Herkunft
Enrico Battaglin stammt aus demselben Ort wie der frühere Sieger des Giro d’Italia, Giovanni Battaglin, ist mit diesem aber nicht verwandt.

## Erfolge
2009
- Giro Valli Aretine

2010
- Gran Premio San Giuseppe
- Gesamtwertung und eine Etappe Giro delle Regioni
- Gran Premio Capodarco

2011
- Trofeo Zssdi
- Gran Premio San Giuseppe
- Coppa Sabatini

2012
- Mannschaftszeitfahren Giro di Padania

2013
- eine Etappe Giro d’Italia

2014
- eine Etappe Giro d’Italia

2018
- eine Etappe Giro d’Italia

## Grand-Tour-Platzierungen
| Grand Tour            | 2012 | 2013 | 2014 | 2015 | 2016 | 2017 | 2018 | 2019 | 2020 | 2021 |
| --------------------- | ---- | ---- | ---- | ---- | ---- | ---- | ---- | ---- | ---- | ---- |
| Giro d’ItaliaGiro     | 74   | DNF  | 52   | DNF  | 42   | 64   | 34   | 66   | 46   | 85   |
| Tour de FranceTour    | –    | –    | –    | –    | –    | –    | –    | –    | –    | –    |
| Vuelta a EspañaVuelta | –    | –    | –    | –    | DNF  | –    | –    | 113  | –    | –    |

## Teams
- 2011 Colnago-CSF Inox (Stagiaire)
- 2012–2015 Colnago-CSF Inox / Bardiani CSF
- 2016–2018 Team Lotto NL-Jumbo
- 2019 Team Katusha Alpecin
- 2020 Bahrain-McLaren
- 2021–2022 Bardiani CSF Faizanè